# Корсунь (Гомельская область)
Корсунь (бел. Карсунь) — деревня в Коротьковском сельсовете Кормянского района Гомельской области Беларуси.
Кругом лес.

## География

### Расположение
В 17 км на северо-восток от Кормы, в 71 км от железнодорожной станции Рогачёв (на линии Могилёв — Жлобин), в 127 км от Гомеля.

### Гидрография
На реке Кляпинка (приток реки Сож). В 1,8 км от деревни озеро Тербохинь.

## Транспортная сеть
Транспортные связи по просёлочной, затем автомобильной дороге Корма — Струмень. Планировка состоит из короткой улицы, ориентированной с юго-запада на северо-восток. Застройка редкая, деревянная, усадебного типа.

## История
Основана в начале XX века переселенцами из соседних деревень. В 1931 году жители вступили в колхоз. Согласно переписи 1959 года в составе подсобного хозяйства «Волынцы» райсельхозхимии (центр — деревня Волынцы). До 31 октября 2006 года в составе Волынецкого сельсовета.

## Население

### Численность
- 2004 год — 7 хозяйств, 10 жителей.

### Динамика
- 1959 год — 105 жителей (согласно переписи).
- 2004 год — 7 хозяйств, 10 жителей.